# Josef Bloh
Josef Bloh (ur. 1908, data śmierci nieznana) – zbrodniarz nazistowski, członek załogi niemieckiego obozu koncentracyjnego Mauthausen-Gusen i SS-Sturmmann.
Obywatel jugosłowiański narodowości niemieckiej. Przed wybuchem wojny pracował jako robotnik rolny. Członek SS od 6 października 1943. W tym samym dniu został skierowany do służby w Mauthausen. Po przeszkoleniu, pełnił tu służbę wartowniczą do marca 1945, kiedy to wysłany został na front. Dodatkowo, w październiku 1944, konwojował drużyny robocze w podobozie Melk.
Bloh został osądzony w proces załogi Mauthausen-Gusen (US vs. Peter Bärens i inni) przed amerykańskim Trybunałem Wojskowym w Dachau. Skazano go początkowo na 30 lat pozbawienia wolności. Dwóch świadków zeznało, iż oskarżony pobił na śmierć workiem z cementem węgierskiego Żyda w podobozie Melk. Oprócz tego według księgi zgonów więźniów prowadzoną przez SS Bloh zastrzelił polskiego Żyda 24 listopada 1943. W wyniku rewizji wyroku 5 marca 1948 wyrok zmniejszono do 3 lat więzienia. Uznano bowiem, iż dowody na zamordowanie przez skazanego więźnia w Melk są niewystarczające, a polskiego Żyda Bloh zastrzelił podczas próby ucieczki.